# Austrian Darts Championship
| Austrian Darts Championship | Austrian Darts Championship |
| --------------------------- | --------------------------- |
| Sportart                    | Darts                       |
| Organisator                 | PDC                         |
| Turnierart                  | Ranglistenturnier           |
| Austragungsort              | Multiversum, Schwechat      |
| Austragungszeitraum         | August/September            |
| Rekordsieger                | Mensur Suljović (1×)        |
| Letzter Sieger              | Mensur Suljović             |
| Letzte Austragung           | 2019                        |

Die Austrian Darts Championship war ein Ranglistenturnier der Professional Darts Corporation. Es ist ein Event der European Darts Tour, welche im Rahmen der Pro Tour durchgeführt wird. Es wurde 2019 zum ersten und bisher einzigen Mal im Multiversum Schwechat ausgetragen.

## Format
Das Turnier wird im K.-o.-System gespielt. Spielmodus ist seit 2019 in den ersten drei best of 11 legs, im Halbfinale best of 13 legs und im Finale best of 15 legs.
Jedes leg wird im double-out-Modus gespielt.

## Preisgeld
Bei diesem Turnier werden insgesamt £ 140.000 an Preisgeldern ausgeschüttet.
Das Preisgeld verteilt sich unter den Teilnehmern wie folgt:
| Position (Anzahl der Spieler) | Position (Anzahl der Spieler) | Preisgeld |
| ----------------------------- | ----------------------------- | --------- |
| Gewinner                      | (1)                           | £ 25.000  |
| Finalist                      | (1)                           | £ 10.000  |
| Halbfinalisten                | (2)                           | £ 6.500   |
| Viertelfinalisten             | (4)                           | £ 5.000   |
| Achtelfinalisten              | (8)                           | £ 3.000   |
| Verlierer der 2. Runde        | (16)                          | £ 2.000   |
| Verlierer der Vorrunde        | (16)                          | £ 1.000   |
|                               |                               |           |
|                               |                               | £ 140.000 |

## Finalergebnisse
| Jahr | Austragungsort         | Sieger          | Ergebnis | Finalist           | Preisgeld  | Preisgeld |
| Jahr | Austragungsort         | Sieger          | Ergebnis | Finalist           | Gesamt     | Sieger    |
| ---- | ---------------------- | --------------- | -------- | ------------------ | ---------- | --------- |
| 2019 | Multiversum, Schwechat | Mensur Suljović | 8 : 7    | Michael van Gerwen | 0£ 140.000 | 0£ 25.000 |

## Höchste Averages
Die Tabelle nennt die zehn höchsten Averages in der Turniergeschichte.
| #  | Spieler               | Jahr | Runde         | Average | Ergebnis   |
| -- | --------------------- | ---- | ------------- | ------- | ---------- |
| 1  | Michael van Gerwen    | 2019 | Viertelfinale | 106,09  | Sieg       |
| 2  | Peter Wright          | 2019 | Halbfinale    | 103,54  | Niederlage |
| 3  | Vincent van der Voort | 2019 | Achtelfinale  | 103,17  | Sieg       |
| 4  | Michael van Gerwen    | 2019 | 2. Runde      | 102,70  | Sieg       |
| 5  | Mensur Suljović       | 2019 | Achtelfinale  | 101,95  | Sieg       |
| 6  | Dimitri Van den Bergh | 2019 | 1. Runde      | 101,71  | Sieg       |
| 7  | Daryl Gurney          | 2019 | 2. Runde      | 101,05  | Niederlage |
| 8  | Ricky Evans           | 2019 | 2. Runde      | 100,09  | Sieg       |
| 9  | Peter Wright          | 2019 | 2. Runde      | 99,97   | Sieg       |
| 10 | Keegan Brown          | 2019 | 2. Runde      | 99,57   | Sieg       |